# Verplichte heteroseksualiteit
Verplichte heteroseksualiteit, in navolging van het Engels ook bekend als compulsory heterosexuality of comphet, is een in 1980 door Adrienne Rich in wetenschappelijke kringen geïntroduceerd feministisch en queertheoretisch principe, waarbij normatieve heteroseksualiteit wordt gezien als een politiek en patriarchaal construct.

## Introductie in 1980

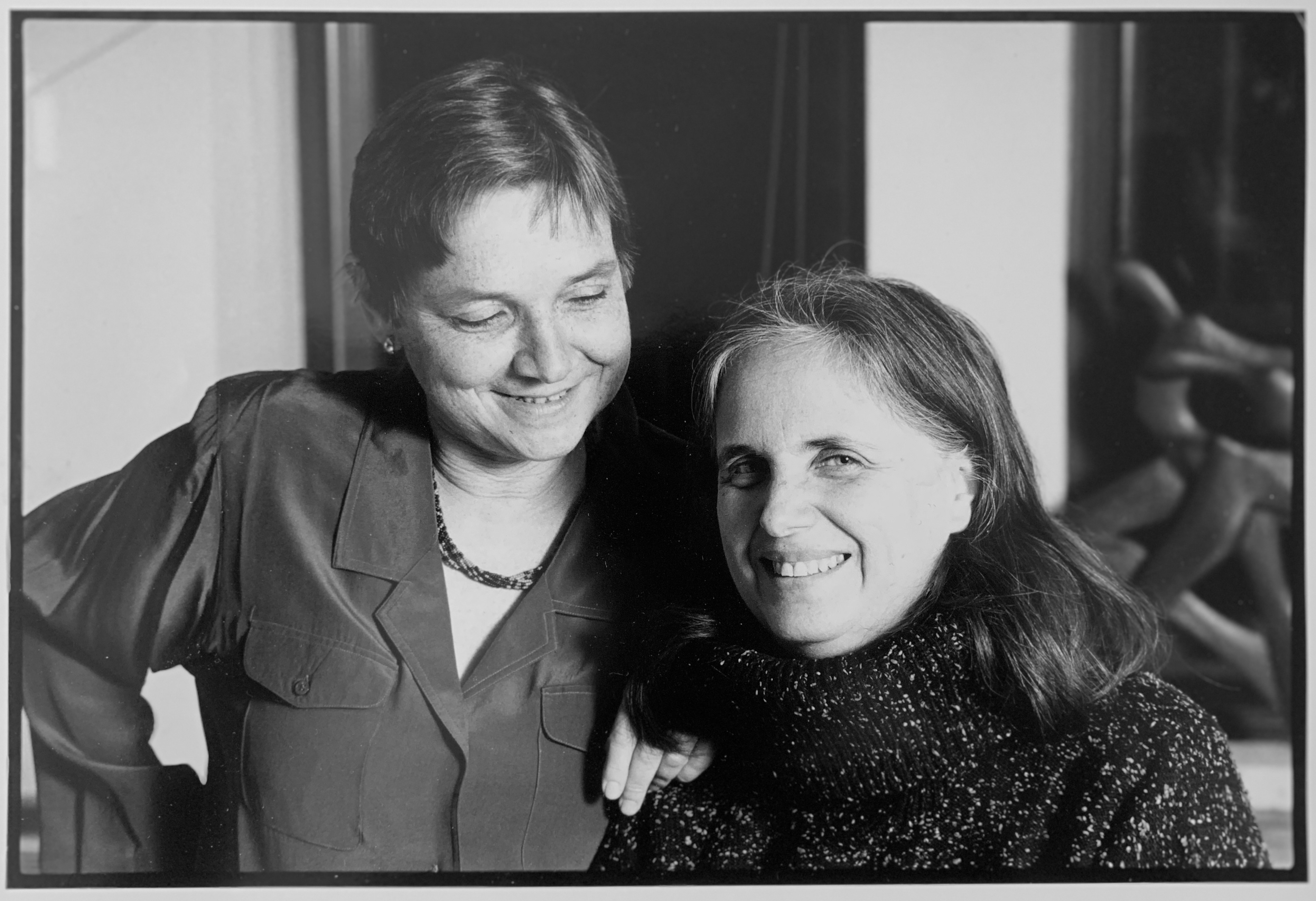
Adrienne Rich (links) en Susan Sherman.

In 1980 schreeft Adrienne Rich het artikel 'Compulsory Heterosexuality and Lesbian Existence'. In dit artikel legt ze uit dat veel feministische onderzoekers in hun werk lesbische seksualiteit negeren of wegzetten als afwijkend van de norm. Rich legt daarop uit dat het benaderen van heteroseksualiteit als een construct, een politiek maaksel, kan helpen om dieper en beter onderzoek te kunnen doen.
Zij zag namelijk veel onderzoek dat uitging van een door het patriarchaat verziekte relatie tussen man en vrouw; mannen en vrouwen kunnen nooit op gelijke voet met elkaar omgaan omdat er altijd een hiërarchische verhouding tussen hen is, ondersteund door jarenlange overheersing door mannen. Een logisch voortvloeisel zou dan ook zijn dat zij (seksuele) relaties met andere vrouwen aan zouden gaan, iets wat we terug zien in het lesbisch feminisme.
Rich ziet echter dat het patriarchaat manieren heeft gevonden om deze relaties tussen vrouwen te onderdrukken. Deze manieren lopen volgens haar uiteen in het negeren en ontkennen van het bestaan van lesbiennes, tot het idealiseren van heteroseksuele relaties en huwelijk en lesbianisme zien als een keuze van met mannen gefrustreerde vrouwen. Ook het verwrongen beeld dat ontstaat door porno en seksuele intimidatie op het werk helpt vrouwen te onderdrukken. Rich komt tot de conclusie dat alle vrouwen in zekere zin een verhouding tot mannen hebben die in de kern seksuele slavernij inhoudt. Vrouwen zouden van kleins af aan getraind worden in verplichte heteroseksualiteit om hun weerbaarheid tegen die seksuele slavernij af te doen nemen, maar zouden in relatie tot andere vrouwen juist sterkere vormen van verzet tegen het patriarchaat ervaren.

## Voorlopers
Hoewel Rich één van de eersten was die het idee van comphet wetenschappelijk beschreef, was zij zeker niet de enige die het aangaan van lesbische relaties als een politieke keuze zag. In Nederland bestond in de jaren '70 de actiegroep Paarse September, die lesbische relaties ook als een politieke keuze zag.

## Comphettegenwoordig

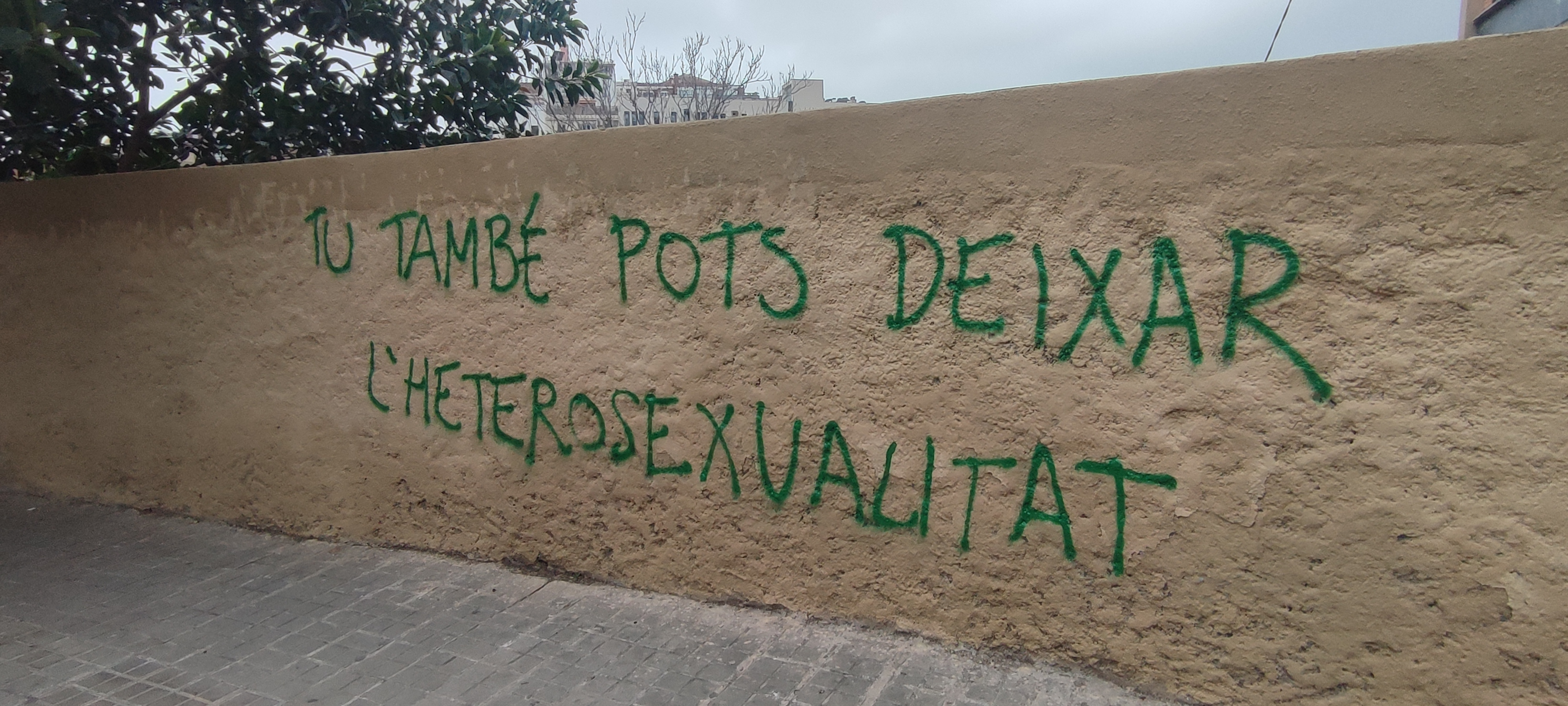
Catalaanse graffiti in Barcelona met als tekst: "Tu també pots deixar l'heterosexualitat" ("Ook jij kan heteroseksualiteit achter je laten").

Sinds 2018 staat het principe van verplichte heteroseksualiteit weer in de belangstelling, onder andere door een artikel geschreven door Angela Luz. Dit artikel 'Am I a lesbian?' schreef zij toen zij zichzelf in haar tienerjaren vragen stelde over haar eigen seksualiteit. Het artikel kan gezien worden als een vereenvoudigde versie van het artikel van Rich en verspreidde zich door de leesbaarheid gemakkelijk onder jongeren. Dit werd nog eens versterkt door een hausse aan TikTok-filmpjes over hetzelfde onderwerp. Hierdoor werd het principe van comphet ook wel door meer mainstream bladen zoals Cosmopolitan opgepikt.
In Luz's artikel en de TikTok-filmpjes raakt echter één aspect van het werk van Rich verloren. Doordat het perspectief nu verschuift van vrouwen die nadenken over hun eigen seksualiteit, ligt de focus veel meer op de persoonlijke effecten van comphet op lesbiennes. Hierdoor worden heteronormativiteit en comphet vaak met elkaar vermengd. Hoewel heteronormativiteit een component van verplichte heteroseksualiteit is, gaat dit echter wel voorbij aan de politieke conclusie die Rich in haar artikel trekt. Deze conclusie, namelijk, dat vrouwen verzet tegen het patriarchaat dienen te plegen door allemaal te weigeren relaties met mannen aan te gaan en zich op vrouwen te richten, zien we niet meer terug in de moderne blik op comphet.

## Kritiek op het principe van verplichte heteroseksualiteit
Er wordt door verschillende groepen kritiek gegeven op het principe van comphet. Hieronder volgt een uitleg van deze kritiek.

### Voorbij monoseksualiteit
Hoewel biseksuelen en panseksuelen ervaren dat zij ook tot het andere geslacht zijn aangetrokken, kan de theorie van comphet gebruikt worden om hun ervaringen te invalideren. Hun relaties met het andere geslacht zouden niet 'echt' zijn, maar hen door verplichte heteroseksualiteit zijn ingegeven. Ditzelfde geldt voor heteroseksuele vrouwen. Zodra biseksuelen, panseksuelen en heteroseksuele vrouwen een keuze maken (richting lesbische relaties) zouden zij zich geen rad meer voor ogen draaien en erkennen wie zij echt zijn. Deze vorm van bifobie en panfobie komt ook sterk in de queer gemeenschap terug.

### Voorbij cisgender
Een andere kritiek op Rich, is dat zij zich bewoog in een feministische omgeving die zeer transfoob was en hierdoor ook werd beïnvloed in haar denken. Zo zou Rich trans*-vrouwen niet willen erkennen als vrouw, maar zou hen immer blijven zien als man. Relaties tussen trans*- en cis-vrouwen zouden in dat geval nog altijd een voortzetting zijn van comphet.

### De rol van mannen
De laatste kritiek op Rich is dat zij onderdeel is van een separatistische beweging binnen het feminisme. Immers, wanneer alle mannen vormen van seksuele slavernij op vrouwen toepassen, ligt het voor de hand je als vrouw naar andere vrouwen te keren en mannen zoveel mogelijk te weren. In de feministische golven die op de tweede golf volgden waar Rich onderdeel van uitmaakt, is er echter steeds meer aandacht gekomen voor de negatieve effecten van het patriarchaat op mannen. In die context lijkt het separatisme dat Rich voorstond niet wenselijk.